# 靚少佳
靚少佳（1907年—1982年12月26日），原名譚少佳，字春田，廣東南海縣平洲（今佛山市南海區桂城街道平洲）人，著名粵劇表演藝術家。

## 生平
出身於粵劇世家，本身是紅線女的舅父，父親譚傑南（藝名“聲架南”）與叔父譚葉田（藝名“公爺創”）兩位都是著名武生。6歲跟隨父親到新加坡讀書學藝。12歲登上舞臺。19歲便在人壽年戲班當正印小武。成名的演出作品包括：《龍虎渡姜公》、《十美繞宣王》、《十奏嚴嵩》等等。1933年與曾三多、林超群等組成勝壽年劇團,曾赴新加坡演出。1936年9月至1939年底, 勝壽年劇團赴美國三藩市及紐約等地演出粵劇，演出《粉碎姑蘇台》等愛國劇目，激勵華僑觀眾的愛國熱情。回香港後轉赴越南演出,至和平後才返回廣東, 1950年8月，勝壽年劇團在廣州公演革命現代劇《白毛女》。後來他把勝壽年劇團改名為“新世界劇團”，致力於粵劇傳統劇目的發掘、整理和演出，先後整編演出了《西河會》、《馬福龍賣箭》、《趙子龍攔江截鬥》、《三帥困崤山》、《夜戰馬超》等劇目。1960年廣州粵劇團成立，靚少佳任總團長。晚年，他曾任全國政協委員、廣東省第四屆政協常務委員，積極參政議政。患病期間，仍堅持傳藝授徒，關心粵劇事業的興哀。逝世後葬於三元里走馬崗八和墓園。

## 故居
- 广州市西关昌华新街29号